# El abrazo de la serpiente
El abrazo de la serpiente (Título de filme em português, O Abraço da Serpente) é um filme colombiano de aventura e drama de 2015, dirigido por Ciro Guerra e escrito por Jacques Toulemonde Vidal, baseado em histórias de Theodor Koch-Grunberg e Richard Evans Schultes. Apresentado originalmente no Festival de Cannes em 15 de maio de 2015, foi estrelado por Jan Bijvoet, Nilbio Torres e Antonio Bolívar e apresenta trechos em diversos idiomas além do original — espanhol —, como português e inglês.

## Elenco
- Nilbio Torres - Karamakate (jovem)
- Antonio Bolívar - Karamakate (adulto)
- Jan Bijvoet - Theodor Koch-Grunberg
- Brionne Davis - Richard Evans Schultes
- Luigi Sciamanna - Gaspar
- Yauenkü Migue - Manduca
- Nicolás Cancino - Anizetto